# Касар-каган
Касар-каган (д/н — 832) — 11-й каган уйгурів у 824—832 роках.

## Життєпис
Походив з династії Едіз. Другий син Баої-кагана. Уйгурське ім'я — Касар, в китайських джерелах відомий як Чжаолі. Отримав від батька титул хеса-тегін (в китайському варіанті Хеса Теле).
824 року спадкував старшому братові Кучлуг Більге-кагану. Прийняв ім'я Ай Тенгріде Кут-Болміш Альп Більге-каган («Помазаний Аєм [богом Місяця], мужній, мудрий каган»). Від танського імператора Цзін-цзуна отримав титул Айденліломімеймішіхепіга Чжаолі-кехань. Також в обмін на коней отримав 12 колісниць і 500 тис. рулонів шовку.
У 827 році користуючись послабленням імперії Тан, відправив посольство до нового імператора Вень-цзуна, від якого отримав 200 тис. рулонів шовку (фактично в якості данини). У 829 році отримав стільки же шовку.
Разом з тим невдала війна проти киргизького кагана Ажо підірвала авторитет Касар-кагана. Зрештою наприкінці 832 року внаслідок змови його було вбито. Новим володарем став його небіж Ху-тегін під ім'ям Альп Кюлюг Більге-каган.